# الريح القوية (رواية)
الريح القوية هي رواية للكاتب الغواتيمالي ميغيل أنخيل أستورياس، الحائز على جائزة نوبل في الأدب عام 1967. تُعد هذه الرواية الجزء الأول من "ثلاثية الموز" التي تتناول واقع الاستغلال الاقتصادي والاجتماعي في بلدان أمريكا الوسطى. صدرت لأول مرة سنة 1950 في مدينة بوينس آيرس.

## خلفية وأهمية الرواية
استلهم ميغيل أنخيل أستورياس رواية الريح القوية من مشاهداته المباشرة بعد عودته إلى غواتيمالا أواخر عام 1949، حيث عاين عن قرب آثار الاستغلال الذي تمارسه شركة "يونايتد فروت" على الفلاحين المحليين.
تدور أحداث الرواية في منطقة تهيمن عليها مزارع الموز، حيث تُواجَه الحياة البسيطة للسكان الأصليين بجشع الشركات الأجنبية العملاقة، فتتحول البلاد إلى ما يُعرف بـ"جمهورية الموز"، وتُختزل المعاناة اليومية في شكل من أشكال الاستعمار الاقتصادي الحديث.

## الشخصيات
تضم رواية الريح القوية مجموعة من الشخصيات التي تتوزع بين الفلاحين، وممثلي الهيمنة الاستعمارية، وشخصيات رمزية ذات طابع أسطوري. تشكل هذه الشخصيات بنية سردية تمزج بين الواقع السياسي والاجتماعي والرمزية الأسطورية، وتعكس التوتر بين قوى الاستغلال والمقاومة في سياق الهيمنة الأجنبية على المجتمعات المحلية في أمريكا الوسطى.
- أديلايدو لوسيرو: فلاح بسيط يمثل صوت الأرض والتقاليد. من خلاله ترصد الرواية التحولات الاجتماعية التي طرأت على المجتمع القروي تحت ضغط الاستغلال الاقتصادي. يعيش مراحل الشيخوخة والعجز في ظل فقدان الأرض والكرامة.
- روزيليا دي ليون: زوجة أديلايدو، وتجسّد معاناة المرأة الريفية ودورها الصامت في مقاومة الانهيار الاجتماعي. تمثل نموذج الأم الصبورة التي تحلم بمستقبل أفضل لأبنائها.
- هيرمينخيلدو بواك: شخصية محورية ترمز إلى المقاومة. عامل زراعي يتمرد على الاستغلال، وينتهي به المطاف إلى القيام بتضحية ذات طابع رمزي، تمثل لحظة انفجار الغضب الشعبي في شكل "ريح قوية".
- مستر بايل: حد موظفي الشركة الأجنبية، يرمز إلى الضمير الأمريكي المرتبك. يشهد المظالم لكنه لا يقوى على مواجهتها، ويغرق في العجز والكحول.
- ليستر ميد: ممثل رأس المال الأجنبي، أحد المساهمين في شركة الموز. يظهر كشخصية باردة، لا تهتم بمصير الفلاحين أو البيئة، ويجسد وجه الاستغلال الإمبريالي.
- سارا جوبالدا: امرأة غامضة تتمتع بسمعة ساحرة في المجتمع القروي. تمثل البُعد الأسطوري والأنثوي في الرواية، وتربط بين العالم الواقعي والقوى الخفية.
- ريتو بيرّاخ: شامان أو معالج شعبي، يمثل الروحانية المحلية المرتبطة بالطبيعة. يؤمن بتوازن القوى الكونية ويشارك في تأويل الأحداث الكبرى.
- شخصيات ثانوية: تشمل أبناء الجيل الجديد، مثل لوسيرو الابن، وكوخوبول، وأيوك، الذين يسعون للانفلات من الواقع القائم عبر الهجرة أو التمرد، ويجسدون التوتر بين الاستسلام والمقاومة.

## المكانة الأدبية
تُعد رواية الريح القوية حجر الأساس في ثلاثية الموز، التي تضم أيضًا روايتي البابا الأخضر (1954) وعيون المدفونين (1960).
ساهم ميغيل أنخيل أستورياس من خلال هذه الثلاثية في إرساء أسس الرواية الاجتماعية والثورية في أدب أمريكا الوسطى، معتمدًا على لغة شعرية مكثفة، وتصوير إنساني عميق للشخصيات، مما جعل أعماله من أبرز نماذج الأدب الملتزم في أمريكا اللاتينية.